# 2008年夏季奧林匹克運動會萬那杜代表團
2008年夏季奥林匹克运动会萬那杜代表团会参加2008年8月8日至24日在中国北京主办的第29届夏季奥运。代表团包括3位参赛者，一男二女分別參與兩個項目。

## 田径
- Moses Kamut（男子100米）
- Elis Lapenmal（女子100米）

## 乒乓球
- Priscilla Tommy（女子個人）